# 四方駅
四方駅（よかたえき）は、富山県富山市四方にあった富山地方鉄道射水線の駅（廃駅）である。射水線の廃線に伴い1980年（昭和55年）4月1日に廃駅となった。
婦負郡和合町（1960年（昭和35年）に富山市に編入）の中心駅であった。

## 歴史

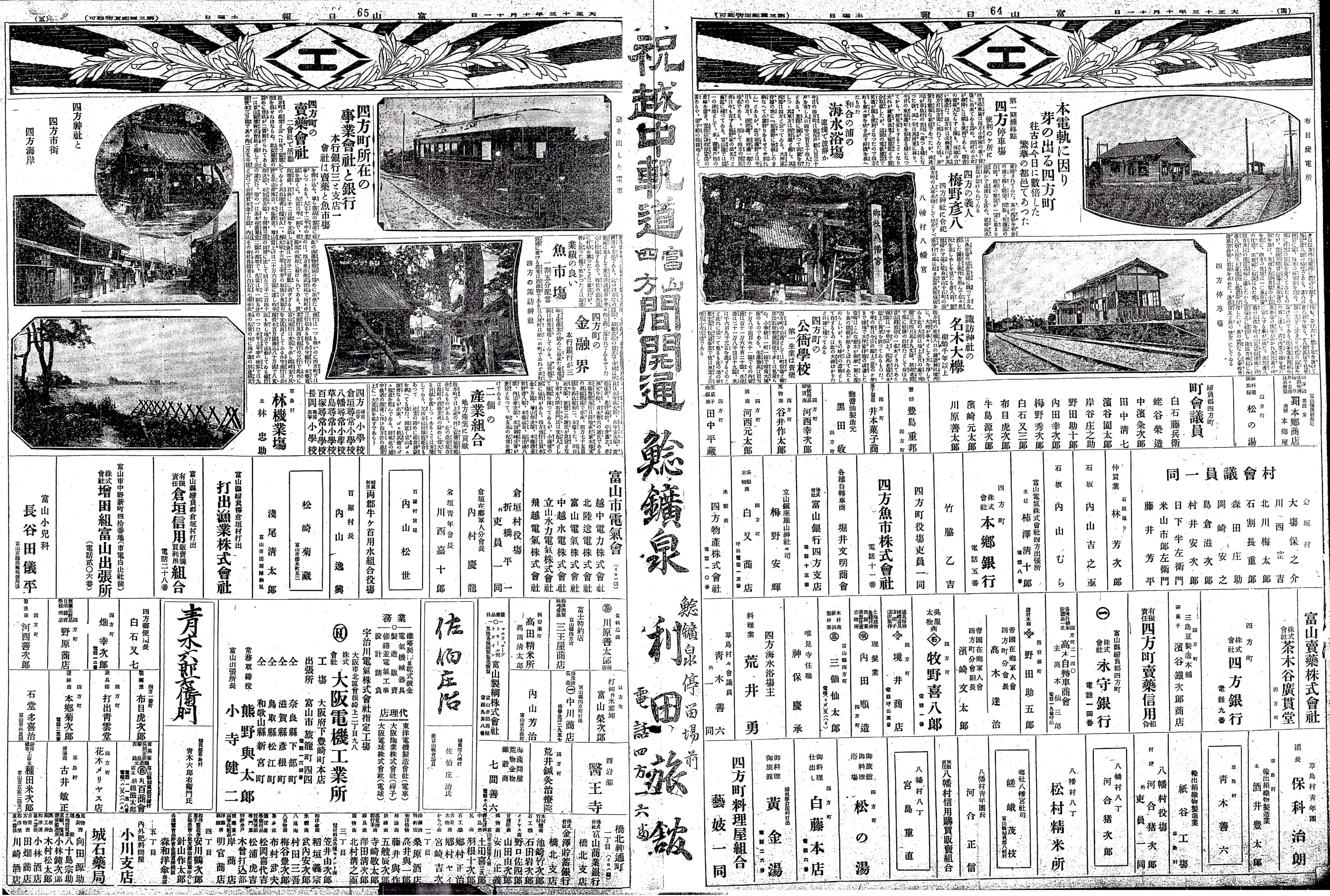
越中電気軌道線開通を報ずる新聞。当停留場の写真が掲載されている。

- 1924年（大正13年）10月12日：越中電気軌道富山北口駅 - 当駅間開通に伴い開業[1]。
- 1926年（大正15年）7月21日：当駅 - 打出浜駅（後の打出駅（2代目））間延伸開通に伴い中間駅となる[1]。
- 1927年（昭和2年）2月13日：鉄道会社名を越中鉄道に改称。それに伴い同鉄道の駅となる[2]。
- 1943年（昭和18年）1月1日：交通統合に伴い富山地方鉄道射水線の駅となる[1][2]。
- 1952年（昭和27年）8月28日：駅舎改築[3]。
- 時期不詳：旅客業務を業務委託化[4]。
- 1980年（昭和55年）4月1日：射水線の廃線に伴い廃止となる[1][2]。

## 駅構造
廃止時点で、相対式ホーム2面2線を有する地上駅で、廃止直前は途中駅で唯一列車交換可能な交換駅であった。互いのホームは駅舎側ホーム北側と対向側ホーム北側を結んだ構内踏切で連絡していた。ポイントはスプリングポイントとなっていた。
職員配置駅となっていた（但し旅客業務は業務委託化されていた）。駅舎は構内の北側に位置し、上り線ホーム北側に接していた。正面から向かって左側の一部が2階建てで、ホーム側は屋根の一部が張り出して待合所の屋根となる形状であった。対向側ホームにも待合所代わりの上屋を有した。駅舎とは別棟で入母屋風のトイレ棟を有した。
乗務員区及び南富山車両区四方支区が設置され、射水線における運転関係の拠点駅となっていた。本線の新富山方・交換設備ポイントの手前から側線が分岐し、さらに4線に分岐、うち3線が検修庫を兼ねた木造の車庫へ、残り1線は洗車用の線となっていた。建屋は車庫のほかに職員用の詰所と風呂場を有した。
射水線には除雪用の車両として、富岩鉄道が発注したボ1形ボ2が在籍しており、当駅の車庫に配備され廃線まで所属した。

## 駅周辺
- 国道415号
- 富山県道207号四方新中茶屋線
- 市立図書館分館
- 四方郵便局
- 富山市立四方小学校
- 四方漁港

## 駅跡
当駅より鯰鉱泉前方の線路跡は農道となっている（八ヶ山駅前後は富山地鉄のバス専用道）。打出方の線路跡はサイクリングロードとして整備され、道路の下には富山新港と日本海石油富山製油所（富山火力発電所に隣接）を結ぶ同社のパイプラインが埋設されている。
1997年（平成9年）時点では路盤跡地はそのサイクリングロードに、駅舎跡地は駐車場の一部に、ホーム跡は花壇になっていた。2006年（平成18年）時点では車庫跡に保育所が建設されており、ホーム跡は引き続き花壇となっていた。2010年（平成22年）時点でも保育所は存続していた。

## 隣の駅
富山地方鉄道
射水線
鯰鉱泉前駅 - 四方駅 - 打出駅
かつて当駅と打出駅（初代）との間に和合ノ浦駅（わごのうらえき）が存在した（1929年（昭和4年）7月9日開業、1931年（昭和6年）6月4日廃止）。